# 내부 (대한제국)
내부(內部) 또는 내무부(內務部) 혹은 내무 아문은 대한제국의 지방행정, 경찰, 감옥, 토목, 위생, 지리, 사당과 사찰, 출판, 호적과 구휼에 관한 사무를 보았으며, 지방관과 경무사를 관리하였다. 기존 조선왕조의 6조 가운데 하나인 이조를 1895년에 확대 개편한 것으로 1910년 국권을 상실할 때까지 존속하였다. 왕궁과 황실의 사무를 관장하는 궁내부와는 다른 기관이다.

## 연혁
- 1894년(고종 31년) 6월 28일, 이조(吏曹)를 내무아문(內務衙門)으로 개편[1]
- 1895년(고종 32년) 4월 1일, 내무아문을 내부(內部)로 개편
- 1910년(순종 4년) 8월 29일, 폐지 : 경술국치(庚戌國恥)

## 청사
내부 청사는 기존의 의정부 청사 자리에 있었다. 현재 주소 체계로는 서울특별시 종로구 세종로 76-14번지의 광화문 시민열린마당 부지이다.

## 산하 부서
내부에는 5개의 국을 두었다.
- 1등국: 주현국
- 2등국: 토목국, 판적국
- 3등국: 위생국, 회계국

### 대신 관방
대신 관방은 도서출판과 사당, 사찰 그리고 포상에 관한 사무를 보았다.

### 주현국
지방의 이재(理財) 기타, 일체의 지방 행정, 구휼과 구제, 자선(慈善)에 제공하는 공립 건축물에 관한 사무를 본다.

### 토목국
1. 본 부에서 직접 관할하는 토목 공사에 관한 사항이다.
2. 지방에서 운영하는 토목 공사와 기타 공공 토목 공사에 관한 사항이다.
3. 직접 관할하는 공사 비용과 지방 공사 비용의 보조 조사에 관한 사항이다.
4. 토지 측량에 관한 사항이다.
5. 물이 있는 곳을 메워서 평탄하게 하는 일에 관한 사항이다.
6. 토지를 수용(收用)하는 일에 관한 사항이다.

### 판적국
1. 호구 문서에 관한 사항이다.
2. 지적(地籍)에 관한 사항이다.
3. 조세가 없는 관유지(官有地) 처분과 관리에 관한 사항이다.
4. 관유지의 명목을 변경시키는 일에 관한 사항이다.

### 위생국
1. 전염병, 토질병의 예방과 종두(種痘), 기타 일체의 공중 위생에 관한 사항이다.
2. 정박한 선박의 검역(檢疫)에 관한 사항이다.
3. 의사(醫師), 약제사(藥劑師)의 업무 및 약품 판매의 관리와 조사에 관한 사항이다.

### 회계국
1. 본 부에서 관리하는 경비와 모든 수입의 예산과 결산, 회계에 관한 사항이다.
2. 본 부에서 관리하는 관청 소유의 재산과 물품, 장부 작성에 관한 사항이다.

## 관직
| 관직명           | 정원 |
| ---------------- | ---- |
| 내부대신         | 1인  |
| 내부 협판        | 1인  |
| 내부 참의        | 1인  |
| 각 국장          | 5인  |
| 내부 전임 참서관 | 8인  |
| 시찰관           | 4인  |
| 내부 전임 기사   | 4인  |
| 내부 전임 기수   | 4인  |
| 내부 주사        | 40인 |

- 내부 대신: 칙임관(勅任官)으로 지방행정·경찰·감옥·토목·위생·지리·출판·호적·구휼 등에 관한 사무를 총괄, 지휘하고 지방관·경무사(警務使)를 감독하였다.
- 내부 협판: 칙임관으로 대신을 보좌하여 내부의 사무를 정리하고 각국의 사무를 감독하였다.
- 내부 참의: 칙임관으로 대신과 협판을 보좌하여 내부의 사무를 관장, 각국의 사무를 감독하였다.
- 국장: 주현국장은 칙임관이나 주임관(奏任官)이었으며, 그 밖의 4개국의 장은 주임관이었다.
- 참서관: 오늘날의 과장급이며 주로 주임관이 맡았다.
- 시찰관: 지방제도 개정에 필요한 일을 조사했으며, 때로는 임시 명령에 따라 지방행정을 순시하기도 하였다.
- 기사: 주임관급
- 기수: 판임관급
- 주사: 판임관급